# Deixa a Gente Quieto
"Deixa a Gente Quieto" é uma canção da dupla sertaneja João Bosco & Vinícius lançada no dia 29 de julho de 2016. A canção traz a participação da dupla Henrique & Juliano, e faz parte do álbum Céu de São Paulo, sendo o terceiro single do álbum,

## Antecedentes e composição
Durante uma entrevista para EGO, o cantor João Bosco revelou uma coincidência na história da dupla. “Essa música (‘Deixa a gente quieto’), o compositor tinha mandado para nós e para eles também. Quando mandei para eles para mostrar o que íamos gravar, eles falaram que já tinham selecionado ela para gravar no próximo disco”, afirmou o sertanejo. Composta por Rafael Torres, Michel Alves e Ruan Soares, a canção traz para o público a aposta da dupla em mais uma balada romântica.

## Lista de faixas
| Single digital |                                                   |         |  |
| N.º            | Título                                            | Duração |  |
| 1.             | "Deixa a Gente Quieto" (Part. Henrique & Juliano) | 3:04    |  |

## Desempenho nas tabelas musicais
| Tabela musical (2016)                                        | Melhor posição |
| ------------------------------------------------------------ | -------------- |
| Brasil - Billboard Brasil Hot 100 Airplay                    | 7              |
| Brasil - Billboard Brasil Regional Centro Paulista Hot Songs | 2              |
| Brasil - Billboard Brasil Regional Campinas Hot Songs        | 2              |
| Brasil - Billboard Brasil Regional Goiânia Hot Songs         | 9              |
| Brasil - Billboard Brasil Regional Curitiba Hot Songs        | 7              |

### Tabelas de fim-de-ano
| Tabela musical (2016)                     | Melhor posição |
| ----------------------------------------- | -------------- |
| Brasil - Billboard Brasil Hot 100 Airplay | 34             |